# Thái Thành hầu
Sái Thành hầu (chữ Hán: 蔡成侯; trị vì: 490 TCN-472 TCN), tên thật là Cơ Sóc (姬朔), là vị vua thứ 22 của nước Sái – chư hầu nhà Chu trong lịch sử Trung Quốc.
Sái Thành hầu là con của Sái Chiêu hầu - vua thứ 21 nước Sái. Năm 491 TCN, Sái Chiêu hầu bị giết, người nước Sái lập Cơ Sóc lên ngôi, tức là Sái Thành hầu.
Sử sách không ghi chép sự kiện xảy ra liên quan tới nước Sái trong thời gian ông làm vua.
Năm 472 TCN, Sái Thành hầu mất. Ông ở ngôi được 19 năm. Con ông là Cơ Sản lên nối ngôi, tức là Sái Thanh hầu.